# Lyon Olympique Échecs
Lyon Olympique Échecs – francuski klub szachowy z siedzibą w Lyonie. Jako Lyon-Oyonnax-Échecs sześć razy zdobył tytuł mistrza Francji i dwukrotnie wygrał Puchar Europy.

## Historia
Początki klubu sięgają 1905 roku, kiedy założono Cercle Lyonnais des Echecs. Klub ten organizował turnieje oraz symultany (m.in. z udziałem Taubenhausa i Laskera). W 1914 roku klub był odpowiedzialny za organizację mistrzostw Francji amatorów, a na czas I wojny światowej zawiesił działalność. W 1929 roku klub zorganizował mistrzostwa Lyonu. W latach 30. kilkukrotnie w klubie gościł Aleksandr Alechin, regularnie rozgrywane rozgrywane były również międzyklubowe mecze towarzyskie, a w 1933 roku klub był współzałożycielem regionalnej ligi lyońskiej. W 1939 roku klub zagrał w finale pierwszej edycji Pucharu Francji. Rok później klub stracił swoją siedzibę na rzecz Cercle Rameau. W 1947 roku Cercle Rameau wystąpiło w finale Pucharu Francji, przegrywając z Cercle Caïssa. W 1972 roku klub zmienił nazwę na Echiquier Lyonnais. W tym okresie zawodnicy klubu: Laurent Monnard, Francis Meinsohn i Maurice Bessenay, zajmowali wysokie miejsca w mistrzostwach Francji (Monnard i Meinsohn odpowiednio drugie i trzecie w 1972 roku, Bessenay drugie rok później) i byli reprezentantami kraju.
W 1989 roku Bachar Kouatly przedstawił merowi Lyonu, Michelowi Noir, plan stworzenia lyońskiej drużyny arcymistrzowskiej. Po zaakceptowaniu projektu dokonano fuzji Echiquier Lyonnais z Oyonnax-Dortan Echecs, wystawiającym drużynę w Nationale I, co miało na celu natychmiastowe uczestnictwo w najwyższej lidze francuskiej. Nowy twór otrzymał nazwę Lyon-Oyonnax-Echecs. W 1990 roku Lyon-Oyonnax zdobył tytuł mistrzowski. Zawodnikami drużyny byli wówczas m.in. Boris Spasski, Ulf Andersson, Walerij Sałow, Jaan Ehlvest i Jewgienij Bariejew. W sezonie 1991 klub zdobył mistrzostwo i puchar kraju, a rok później – wygrał ligę. W 1992 roku zespół zadebiutował w Pucharze Europy. Wówczas Lyon-Oyonnax pokonał Volmac Rotterdam i Centelles Cataluña, odpadając w ćwierćfinale z Bayernem Monachium. W 1993 roku klub zdobył czwarty tytuł mistrza kraju z rzędu. W Pucharze Europy zespół wygrał fazę grupową, pokonując Paisley YMCA Chess Club, ASA Phoenix Tel-Awiw i UGA Barcelona, a w fazie finałowej wygrał z CS Clichy, HSG i Honvédem ASE. Tym samym Lyon-Oyonnax wygrał Puchar Europy. W kadrze drużyny znajdowali się wówczas: Viswanathan Anand, Walerij Sałow, Joël Lautier, Anatolij Wajser, Josif Dorfman, Bachar Kouatly i Mehrshad Sharif. Rok później klub uzyskał mistrzostwo i Puchar Francji. Również w 1994 roku Oyonnax-Dortan Echecs odłączył się od fuzji, przyznając także prawo do trofeów i tytułów drużynie Echiquier Lyonnais. W Pucharze Europy klub wystąpił w fazie finałowej, w której wygrał z Kaisė Wilno i Beer-Sheva Chess Club, a zremisował z Bosną Sarajewo, dzieląc trofeum z bośniacko-hercegowińskim klubem. W sezonie 1995 klub ponownie wygrał puchar krajowy, a ponadto po raz szósty z rzędu zdobył tytuł mistrzowski. W obliczu narosłych wkrótce później problemów finansowych klub w 1996 roku spadł z Nationale I.
W roku 1997 zmieniono nazwę klubu na Lyon Olympique Échecs. W 2009 roku klub awansował do Top 16, jednak po sezonie gry w najwyższej klasie rozgrywkowej zespół ponownie spadł do drugiej ligi. Od 2022 roku zespół ponownie występuje w Top 16. W 2024 roku klub zajął piąte miejsce w mistrzostwach kraju.

## Arcymistrzowie w historii klubu
- Viswanathan Anand[12]
- Ulf Andersson[12]
- Jewgienij Bariejew[12]
- Josif Dorfman[12]
- Jaan Ehlvest[12]
- François Fargère[13]
- Serhij Fedorczuk[14]
- Karen Grigorian[15]
- Vidit Gujrathi[15]
- Bachar Kouatly[12]
- Joël Lautier[12]
- Fabien Libiszewski[14]
- / Władimir Łazariew[16]
- Gilles Mirallès[17]
- Alan Pichot[15]
- Lew Psachis[12]
- Walerij Sałow[12]
- Boris Spasski[12]
- Andrij Sumiec[17]
- Samwel Ter-Sahakian[15]
- Clovis Vernay[18]
- Anatolij Wajser[12]